# 소년 마부
"소년 마부"(A Young Stallman)는 한국에서 제작된 박홍준 감독의 2009년 영화이다. 한주완 등이 주연으로 출연하였고 이무상 등이 제작에 참여하였다.

## 출연

### 주연
- 한주완
- 권혁풍
- 이한별
- 전헌태
- 이종무
- 지영우
- 김자영
- 임근아

### 조연
- 김영미

## 기타
- 음향: 송인영
- 동시녹음: 윤미영
- 미술: 강지영